# Bitwa pod Golczowicami
Bitwa pod Golczowicami – bitwa stoczona 22 kwietnia 1863 roku pomiędzy powstańcami styczniowymi kpt. Anastazego Mossakowskiego a wojskami rosyjskimi, zakończona zwycięstwem sił powstańczych.
Oddział kpt. Mossakowskiego przekroczył granicę zaboru austriackiego i rosyjskiego w okolicy Gorenic, następnie ominął Olkusz, który pierwotnie planowano zdobyć i pomaszerował dalej na północ z zamiarem połączenia się z oddziałem kpt. Józefa Oxińskiego.
W południe 22 kwietnia powstańcy odpoczywający przy karczmie Pazurek pod Golczowicami zostali zaatakowani przez rosyjską rotę piechoty oraz oddział jazdy. Początkowo siły powstańcze złożone z kompanii strzelców kpt. Wiesnera, kompanii strzelców kpt. Franciszka Skąpskiego, kosynierów Miszewskiego oraz jazdy Józefa Miernickiego odparły uderzenie, odrzuciły je i po ataku na bagnety rozbiły przeciwnika.
Rosjanie stracili 12 zabitych i rannych oraz dwa furgony z żywnością. Straty polskie są trudne do oszacowania, dawniej podawano liczbę trzech rannych, jednak obecnie przyjmuje się, że była ona większa. W sumie oddział powstańczy skurczył się o 40 osób.
Po przybyciu z Olkusza rosyjskich posiłków z armatami, Mossakowski nie przyjął bitwy i prowadził oddział przez Godawicę, w kierunku Łaz i Żarek.